# Casa de Santo Estêvão, Oxford
A Casa de Santo Estêvão, em Oxford, é uma faculdade de teologia anglicana e um dos seis Salões Privados Permanentes religiosos da Universidade de Oxford, Inglaterra. Em sua declaração de missão, o colégio diz que oferece "formação, educação e treinamento para uma variedade de qualificações e ministérios enraizados na tradição católica, ajudando a igreja a testemunhar fielmente a Cristo na sociedade contemporânea", bem como uma educação excepcional "contexto que incentiva o estudo disciplinado, a pesquisa acadêmica e a reflexão pessoal centrada na oração e no culto".  

## História

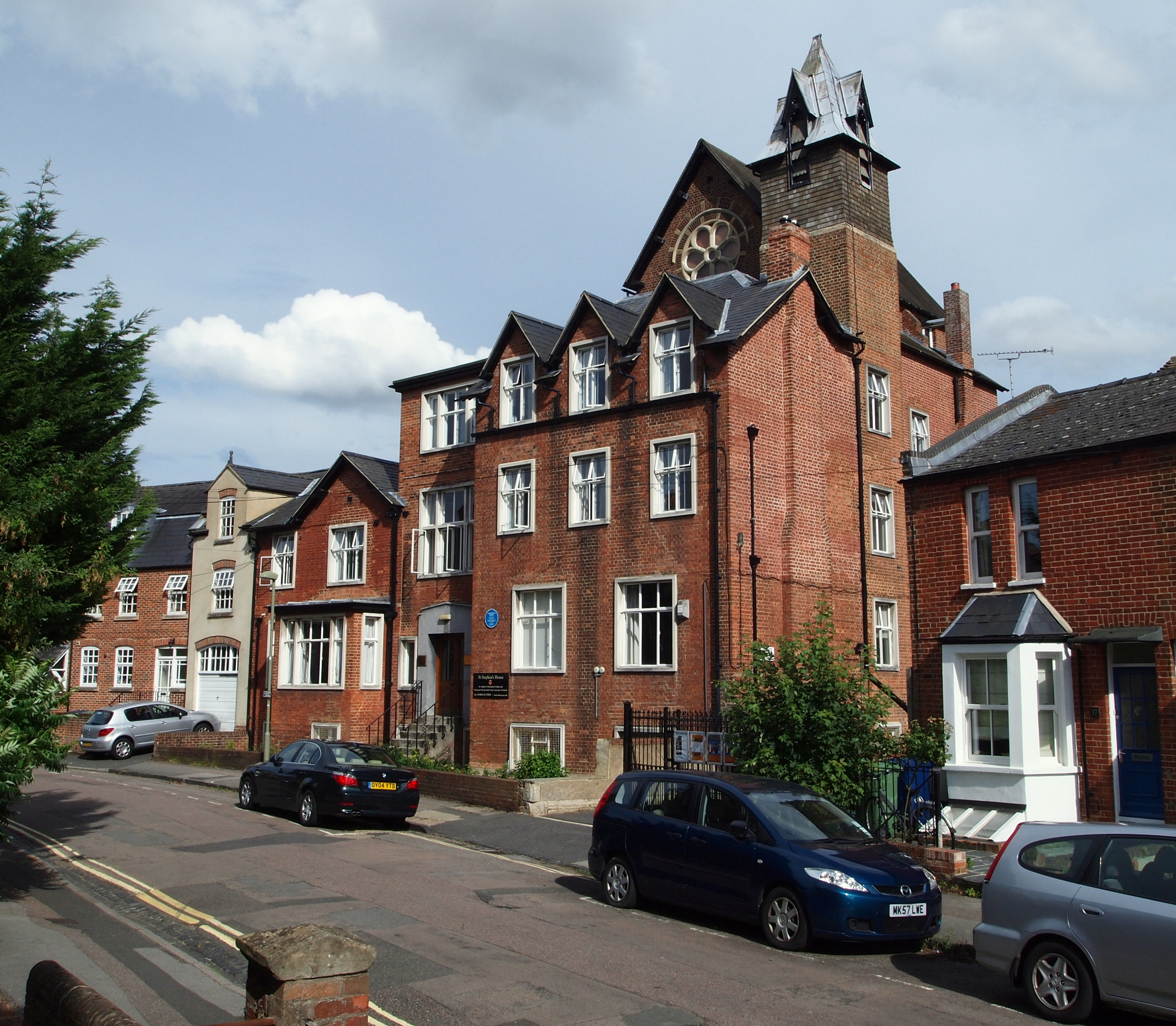
Casa de Santo Estêvão (edifício Benson) da Marston Street.

A Casa de Santo Estêvão foi fundada em 1876 e tornou-se um Salão Privado Permanente em 2003.

## Pessoas associadas à faculdade

### Ex-alunos notáveis
Muitos ex-alunos, na tradição da faculdade, continuam ministrando em áreas urbanas prioritárias e paróquias que sofrem pobreza e privação.
- Jonathan Baker - Bispo de Fulham e ex- Bispo de Ebbsfleet
- Norman Banks - Capelão Honorário da Rainha e Bispo de Richborough
- JWB Barns - Professor de Egiptologia na Universidade de Oxford
- Mark Bonney - Decano de Ely
- Andrew Burnham - ex- bispo de Ebbsfleet e ex-vice-diretor
- Anthony Caesar - compositor
- Alan Chesters - ex- bispo de Blackburn
- David Conner - Decano de Windsor (desde 1998)
- Stephen Cottrell - Bispo de Chelmsford (desde 2010)
- Ivor Gordon Davies - arquidiácono de Lewisham de 1972 a 1985.
- Roy Davies - Bispo de Llandaff de 1985 a 1999
- Hovnan Derderian - Primaz da Diocese Ocidental da Igreja Armênia da América do Norte
- Mark Elvins - padre católico romano e diretor de Greyfriars, Oxford
- William Howard, 8º Conde de Wicklow - par irlandês
- David Jasper - Professor de literatura e teologia na Universidade de Glasgow
- Jeffrey John - Decano de St. Albans
- Eric Kemp - ex- bispo de Chichester
- Peter Laister - Reitor da Igreja de São Clemente, Filadélfia, de 1986 a 1993
- Kenneth Leech - padre e socialista cristão
- Trevor Mwamba - Bispo do Botswana, aparece como ele mesmo na agência número 1 de detetives femininos
- Philip North - Bispo de Burnley
- Mark Oakley - Chanceler Canon da Catedral de São Paulo, Londres
- Gordon Roe - ex- bispo de Huntingdon
- John Saward - teólogo, companheiro de Greyfriars, Oxford [2]
- David Silk - ex- bispo de Ballarat na Igreja Anglicana da Austrália
- Glyn Simon - ex- arcebispo de Gales
- Michael Spence - Vice-Chanceler da Universidade de Sydney
- Tim Thornton - Bispo de Truro
- Stephen Venner - Bispo das Forças e Bispo das Ilhas Malvinas
- Martin Warner - Bispo de Chichester
- William Gordon Wheeler - ex -bispo católico romano de Leeds
- Colin Williams - Secretário Geral da Conferência das Igrejas Europeias
- AN Wilson - escritor e colunista de jornal, saiu após seu primeiro ano

### Bolsistas honorários de pesquisa
- Andrew Linzey, teólogo, autor e figura de destaque no movimento vegetarianismo cristão
- James Whitbourn, maestro e compositor

### Diretores
Até agora, todo diretor foi um sacerdote anglicano ordenado.
- 1876-1877 (res. ): Robert Moberly
- 1877-1881 :?
- 1881-1884 (res. ): John Octavius Johnston
- 1884-1885 (res. ): Berkeley Randolph
- 1885-1888 (res. ): Charles Myers
- 1888-1895 (res. ): Hugh Currie
- 1895–1903 (res. ): Charles Plumb
- 1903-1917 (res. ): George Bown
- 1917-1919 :?
- 1919-1936 (res. ): Gilbert Mitchell
- 1936-1962 (res. ): Arthur Couratin
- 1962-1974 (res. ): Derek Allen
- 1974-1982 (res. ): David Hope
- 1982-1987 (res. ): David Thomas
- 1987-1995 (res. ): Edwin Barnes
- 1996-2006 (res. ): Jeremy Sheehy
- 2006 – presente: Robin Ward

## 30em
1. ↑  "St Stephen's House". ox.ac.uk. Retrieved on 2018-08-14.
2. ↑  Fr John Saward. Retrieved 2008-02-11